# XI (álbum)
XI es el decimoprimer álbum de estudio de la banda estadounidense de heavy metal Metal Church, publicado en 2016 por Rat Pak Records. Marca el regreso del vocalista Mike Howe, después de la renuncia de Ronny Munroe en 2014, estableciéndose como el primer trabajo con él desde Hanging in the Balance de 1993.
El retorno de Howe fue uno de los puntos favorablemente más criticados por la prensa especializada, en cuyo consenso se recalcó el nuevo aire que le dio a la banda. Gracias a ello, el álbum se posicionó en las listas musicales de varios países, principalmente europeos. De igual manera, en la primera semana de su lanzamiento vendió más de 11 000 copias en los Estados Unidos y logró el puesto 57 en el Billboard 200, la posición más alta para una de sus producciones.

## Antecedentes
En 2014, después de la gira promocional de Generation Nothing, el vocalista Ronny Munroe renunció a la banda afirmando querer «perseguir otros intereses». Para cubrir su puesto, en abril de 2015 se anunció el regreso de Mike Howe, quien fuera el vocalista de Metal Church entre 1988 y 1996, y con ello comunicaron la realizaron de un nuevo álbum de estudio. En menos de dos meses editaron una nueva versión de «Badlands» —canción original de Blessing in Disguise (1991)— la que publicaron en Youtube. Entre enero de marzo de 2016 publicaron los videoclips de los sencillos «No Tomorrow», «Killing Your Time» y «Reset».

## Comentarios de la crítica
XI recibió reseñas mayormente favorables por parte de la crítica especializada, con un promedio de 70 sobre 100 en Metacritic. James Christopher Monger de Allmusic lo definió como acertado pero perezoso, aunque era más vivo que Generation Nothing de 2013. Además, indicó que volver a escuchar los gritos de Mike Howe con los riffs de Kurdt Vanderhoof era emocionante. Jason Arnopp de Metal Hammer señaló que no era tan pesado como su predecesor, pero la llegada de Howe animó la composición, ya que las tres primeras canciones —muy al estilo de Judas Priest— «brindan demostraciones de poder brillantemente aceleradas». Ray Van Horn, Jr. de Blabbermouth.net dijo que la llegada de Howe le da a la banda su brillo de vuelta y lo consideró el segundo mejor álbum del año después de Dystopia de Megadeth.
Tim Henderson de la revista canadiense Bravewords destacó la voz de Howe considerando que estuvo alejado de la industria por años y él era «el ladrón del espectáculo, la claridad y el mordisco de su voz lo convierten en un regreso estridente». A final de año, la misma revista lo incluyó en la casilla cinco de los 31 álbumes de 2016. Scott Adams de la australiana Sentinel Daily lo posicionó en el segundo lugar de los 100 álbumes de 2016 y reseñó que el regreso de Howe entregó unos resultados tremendos estableciéndolo como el mejor álbum de la banda desde The Human Factor de 1991. La también australiana Limelight Magazine, lo puso en el puesto siete de los diez álbumes del año, en cuya crítica mencionó que «la maestría musical es estelar: Vanderhooof suena como "no hay mañana" y Howe ofrece voces que "te dejarán boquiabierto"» y sugirió que «es un álbum que todo fanático del metal debería disfrutar». Por su parte, Worship Metal lo posicionó en el octavo puesto de los 10 álbumes más grandes de thrash de 2016, mientras que Fred Phillips de Something Else Reviews lo puso en el décimo lugar en su lista los mejores álbumes de hard rock y metal de 2016.

## Lista de canciones
Todas las canciones escritas por Kurdt Vanderhoof y Mike Howe

| N.º | Título                | Duración |  |
| 1.  | «Reset»               | 3:53     |  |
| 2.  | «Killing Your Time»   | 5:06     |  |
| 3.  | «No Tomorrow»         | 5:08     |  |
| 4.  | «Signal Path»         | 7:12     |  |
| 5.  | «Sky Falls In»        | 7:01     |  |
| 6.  | «Needle and Suture»   | 4:38     |  |
| 7.  | «Shadow»              | 4:08     |  |
| 8.  | «Blow Your Mind»      | 6:28     |  |
| 9.  | «Soul Eating Machine» | 4:41     |  |
| 10. | «It Waits»            | 5:15     |  |
| 11. | «Suffer Fools»        | 4:54     |  |

| Pista adicional en la edición europea |                |          |  |
| N.º                                   | Título         | Duración |  |
| 12.                                   | «Fan the Fire» | 3:47     |  |

| Pista adicional en la edición japonesa |                    |          |  |
| N.º                                    | Título             | Duración |  |
| 12.                                    | «Long Time Coming» | 5:29     |  |

| Disco compacto exclusivo en el sitio web de Rat Pak Records |                                    |          |  |
| N.º                                                         | Título                             | Duración |  |
| 1.                                                          | «The Coward»                       | 4:12     |  |
| 2.                                                          | «Blister Fist»                     | 3:29     |  |
| 3.                                                          | «God Hit»                          | 4:04     |  |
| 4.                                                          | «The Enemy Mind»                   | 3:08     |  |
| 5.                                                          | «Signal Path» (edición radial)     | 4:28     |  |
| 6.                                                          | «Badlands» (versión de 2015)       | 7:22     |  |
| 7.                                                          | «Shadow» (versión demo)            | 4:21     |  |
| 8.                                                          | «No Tomorrow» (mezcla alternativa) | 4:45     |  |

## Posicionamiento en listas musicales
| País           | Lista (2016)                      | Posición |
| -------------- | --------------------------------- | -------- |
| Alemania       | Media Control Charts              | 34       |
| Austria        | Ö3 Austria Top 40                 | 51       |
| Bélgica        | Ultratop 200 Albums (Flandes)     | 94       |
| Bélgica        | Ultratop (Valonia)                | 77       |
| Estados Unidos | Billboard 200                     | 57       |
| Reino Unido    | Independent Albums Chart          | 42       |
| Reino Unido    | Independent Albums Breakers Chart | 8        |
| Reino Unido    | Rock & Metal Albums Chart         | 25       |
| Suiza          | Schweizer Hitparade               | 30       |

## Músicos
- Mike Howe: voz
- Kurdt Vanderhoof: guitarra, mellotron y sintetizador
- Rick Van Zandt: guitarra
- Steve Unger: bajo y coros
- Jeff Plate: batería